# 千歳村 (佐賀県)
千歳村（ちとせむら）は、佐賀県神埼郡にあった村。現在の神埼市の一部にあたる。

## 地理
- 河川：筑後川、田手川[2]

## 歴史
- 1889年（明治22年）4月1日、町村制の施行により、神埼郡渡瀬村、崎村、迎島村、柳島村が合併して村制施行し、千歳村が発足[1][2]。旧村名を継承した渡瀬、崎、迎島、柳島の4大字を編成[2]。
- 1912年（明治45年）千歳郵便局（渡瀬）開設[2]
- 1923年（大正12年）揚水の機械化を実施[2]。
- 1955年（昭和30年）4月1日、神埼郡城田村、境野村、蓮池町（一部）と合併し、千代田村を新設して廃止された[1][2]。合併後、千代田村大字渡瀬・崎・迎島・柳島となる[2]。

### 地名の由来
筑後川（千歳川）の沿岸に当たる地域が多いことから。

## 産業
- 農業、商業、工業、漁業[2]
- 産物：米、麦、菜種、菜種油、七島表、藁細工、素麺[2]

## 交通

### 橋梁
- 1951年（昭和26年）六五郎橋（主要地方道佐賀八女線）架橋[2]

### 港湾
- 千歳漁港[2]

## 教育
- 1892年（明治25年）迎島に千歳尋常小学校開校[2]。1896年（明治29年）黒津分教場開設[2]。1901年（明治34年）渡瀬に本校を移転し、1908年（明治41年）千歳尋常高等小学校となり黒津分教場を廃止した[2]。

## 村長
- 田中亮一  - のち衆議院議員